# Bureau of Labor Statistics
El Bureau of Labor Statistics (BLS), (traduït de l'anglès: Oficina d'Estadística del Treball) és una oficina depenent del Departament de Treball del Govern dels Estats Units que s'encarrega de l'estudi de les dades estadístiques relacionades amb l'economia laboral i que constitueix l'agència més important del Sistema Estadístic Federal dels Estats Units.

## Història
El BLS fou creat el 1884 dins del Departament de l'Interior, el 1888 esdevingué un departament independent, el 1903 s'incorporà al Departament de Comerç i Treball i, finalment, el 1913 quedà assignat al Departament de Treball.

## Objectius
La missió principal del BLS és mesurar l'activitat del mercat laboral, les condicions de treball i l'evolució dels preus en l'economia. El BLS recull, analitza i difon informació econòmica essencial per a la presa de decisions tant en l'àmbit públic com privat.
El BLS és la font principal de dades que nodreix el Congrés dels Estats Units, les Agències Federals, el Govern Federal, els dels Estats, els ens locals i el públic en general.